# Кирисутэ гомэн
Кирисутэ гомэн (яп. 斬捨御免 или яп. 切捨御免) — право самурая в феодальной Японии убить на месте представителя более низкого сословия в случае оскорбления. Буквально это означает «позволение разрезать и уйти», то есть разрубить оскорбителя и пойти своей дорогой. В источниках использовались термины «бурэй ути» (яп. 無礼打, оскорбить и ударить) и «ути сутэ» (яп. 打捨, ударить и оставить).
Самураю позволялось убить крестьянина или горожанина за наглое поведение, преднамеренное нападение, создание преднамеренных помех движению, грубые высказывания, оскорбления, угрозы в адрес самурая. При этом позволялось нанести только один удар катаной по оскорбившему немедленно после оскорбления и только в присутствии свидетелей (хотя бы одного), лучше из самураев. Свита самурая свидетелями не признавалась. 
Запрещалось убивать врачей, акушерок и в некоторых случаях учителей. Врачи могли безнаказанно перебегать дорогу самураю или даже мешать проезду самого сегуна, потому что считалось, что они торопятся к больному и спасают жизнь. Это называлось «торинуке гомен» (яп. 通り抜け御免, позволение пройти первым.
Обычно в ответ на публичное оскорбление самурай сперва требовал публичного извинения, и только в случае отказа применял оружие. При этом оскорбивший имел право защищаться коротким мечом вакидзаси. Иногда даже  самурай, вынужденный нанести удар, чтобы не потерять чести в глазах окружающих, давал оскорбителю свой вакидзаси, чтобы тот мог защищаться. 
После убийства оскорбителя самурай должен был пойти к местным властям и заявить об этом. Власти в таком случае отбирали у самураю оружие до окончания расследования и на время расследования (20 дней) помещали его под домашний арест. Если свидетели подтверждали факт оскорбления, то через 20 дней убийство оскорбителя признавалось правомерным и самураю возвращали оружие. Если же факт оскорбления не подтверждался, то убийство признавалось неправомерным, и наказанием за него была смертная казнь или сэппуку. Если самурай сбегал до истечения 20 дней из-под домашнего ареста, то он объявлялся виновным и его ждало наказание независимо от признания убийства правомерным. 